# Cheumatopsyche yangmorseorum
Cheumatopsyche yangmorseorum là một loài Trichoptera uit
de familie Hydropsychidae. Chúng phân bố ở miền Ấn Độ - Mã Lai.